# Creepmime
Creepmime byla nizozemská kapela založená v roce 1991 v Leidenu. Hrála death metal s prvky doom metalu.
Na kontě má dvě studiová alba – obě pod hlavičkou nizozemského vydavatelství Mascot Records, a jednu demonahrávku. Debutové studiové album Shadows vyšlo v roce 1993. 

## Historie
Skupina Creepmime se zformovala v roce 1991 v nizozemském Leidenu. Sestava se ustálila ve složení Rogier Hakkaart (vokál, kytara), Andy Judd (kytara), Marja Koelewijn (baskytara) a Gerrit Koekebakker (bicí). V únoru 1992 skupina nahrála demo Anthems for a Doomed Youth..., které vedlo ke smlouvě s nizozemským vydavatelstvím Mascot Records. Debutová deska Shadows byla nahrána a vydána o rok později. Následovaly koncerty v Nizozemsku v roli předskokana americké kapely Cynic.
Roky 1994 a 1995 byly ve znamení personálních změn, ve druhém jmenovaném vyšlo opět u Mascot Records druhé řadové album Chiaroscuro. Po vydání přišlo na řadu evropské koncertní turné s krajany Sinister a poté nizozemské turné s Threnody a Ministry of Terror. Po odchodu Andyho Judda se Creepmime rozpadli.
V roce 1997 Frank Brama, Joost van der Graaf a Aad Giezen kapelu vzkřísili a začali komponovat nové skladby. Výsledkem bylo třískladbové demo CD, které ovšem nevyšlo. Bubeník Frank Brama utrpěl zranění kolene a v roce 1998 kapela zanikla definitivně.

## Diskografie
Dema
- Anthems for a Doomed Youth... (1992)

Studiová alba
- Shadows (1993)
- Chiaroscuro (1995)[1]

## Členové
- Andy Judd - kytara (1991–1996)
- Rogier Hakkaart - kytara, vokál (1991–1994)
- Marja Koelewijn - baskytara (1991–1992)
- Gerrit Koekebakker - bicí (1991–1992)
- Frank Brama - bicí (1992–1998)
- Mark Hope - baskytara (1993–1994)
- Joost van der Graaf - baskytara, vokál (1994–1998)[2]
- Jaco Voorzaat - kytara (1994)
- Aad Giezen - kytara (1995–1998)